# منطقه صنعتی شاپورآباد
منطقه صنعتی شاپورآباد روستایی در دهستان شاپورآباد بخش حبیب آباد شهرستان برخوار استان اصفهان ایران است.

## جمعیت
بر پایه سرشماری عمومی نفوس و مسکن در سال ۱۳۹۵ جمعیت این مکان ۵۱ نفر (۲۶خانوار) بوده‌است.